# 美國破產法
破产法（英文：Bankruptcy Code）是美国联邦法律，管辖破产及重组的行为和程序，受管辖个体包括个人、企业及地方政府。根据美国宪法第1条第8款第4段，国会有权制定“有关破产的一致适用的法律”。 自1801年以来，国会已多次就此立法。现行的美国破产法框架的雏形由《1978年破产改革法》形成，已经汇编纳入《美国法典》第十一編，并历经修订。主要修訂包括《2005年防止破产滥用和消费者保护法》（BAPCPA）。
在《美国法典》的其他章节中亦有与破产有关的法律。例如，与破产相关的犯罪在《美国法典》第十八編（犯罪法）條文中。 破产的税务影响则在《美国法典》第二十六編（税法）條文中，而破产法院的设立和其管辖权在美国法典第二十八編（司法程序）條文中。
破产案件需要在美國破產法院立案，破产法院是美国联邦地区法院的下属法院，破产案件的程序受联邦法管辖。法院也时常运用州法来确定破产会如何影响债务人的權利。例如关于担保、抵押、留置权（美国法称，与中国法中的债权人权力有一定不同之处）有效性的法律、及保护某些财产免受债权人影响的规则（称为豁免、exemptions）可能源自州法亦或联邦法。由于州法在许多破产案件中起着主要作用，因此跨州界的破产问题常须做具体分析。

## 历史
美国第一部现代破产法于1898年生效，亦称为《纳尔逊法》（Nelson Act）。在此之前，美国曾颁布数次联邦破产法，但都又于几年后便被废止。美国第一次部破产法颁布于1800年，1803年被废止，之后是《1841年破产法》，1843年被废止，然后是《1867年破产法》，1874年修订，1878年废止。1898 年的《纳尔逊法》于 1938 年被《钱德勒法》大修，后被 1978 年破产法取代。
现行的《破产法》源自于《1978年破产改革法》第101条，于1979年10月1日生效，取代了1938年的《钱德勒法》。《钱德勒法》在破产申请管理方面赋予了美国证券交易委员会前所未有的权力。自1978年以来，现行法典已被多次修改，包括2005年的《防止滥用破产和保护消费者法》（BAPCPA）。

## 破产法章节
《破产法》针对不同实体（个人、公司等），在其各章节内规范了不同种类的救济。债务人可以据《破产法》各章节的规定呈请破产。《破产法》包含九章，申请人可以根据其中六章的救济方式提交呈请书。其他三章则阐述了破产案件的一般规则。案件通常根据呈请书所依据的章节归类，比如第7章案件、第11章案件。破产法的章节如下：
- 第一章 – 总则
- 第三章 – 案件程序
- 第五章 – 债权人、债务人和资产
- 第七章 – 清盘
- 第九章 – 地方政府的债务重组
- 第十一章 – 重组
- 第十二章 – 有稳定年年收入的农户或渔户的债务調整
- 第十三章 – 有稳定收入的个人的债务調整
- 第十五章 – 附则及其他跨境案件
- 第十一编附件 – 附件

### 第七章：清盘
根据美國破產法第七章进行的清算案件是最常见的破产形式。申请第七章破产后，法院在清算案件中任命破产管理人 (trustee)。美国各州都允许债务人保留其必要的财产（即豁免财产）。破产管理人将收集债务人的非豁免财产，将其出售并将收益分配给债权人。第七章案件结束时，可免除和未偿还的债务都会被抹去。破产记录会在破产人的信用报告中存留10年。
个人的第七章破产案通常是“无资产”案，意味着破产人的产业（bankrupt estate）没有任何非豁免资产，债权人也无法获得任何资金。 2005年起，随着《2005年防止滥用破产和消费者保护法》（BAPCPA）的通过，破产法经历大修。修法后，一般的个人债务人发起破产更加困难，特别是根据第7章做出的破产申请。
BAPCPA的拥护者称，通过该法律将减少信用卡公司等债权人的损失。此类债权人减少损失后，会给予客户较低的利率。批评者则称，尽管该法案通过后信用卡公司的损失有所减少，但向客户收取的费用却有所增加，而信用卡公司的利润也得到了增长。

### 第九章：地方政府的债务重组
第九章破产仅适用于地方政府。第九章是一种债务重组，重组后的破产实体会继续运营，因此与清算不同。著名的地方政府破产的例子包括加州橙县（1994年至1996年）和2013年密歇根州底特律市的破产。

### 第十一、十二和十三章：重组
《美国破产法》第十一章、第十二章、及第十三章所规定的破产为更复杂的重组。此类破产将重组债权人所持有的债务，并允许债务人保留其部分或全部财产，使用未来的收入及收益偿还债务。
第十一章重组中，债务人有一定时间提出重组计划。重组计划需要详细阐述债务人希望如何偿还债务、并同时继续经营公司。重组内容可以包括将部分债务转化为股份，以取代破产前股东的权益，或免除一定的债务。一段时间后，债权人也有权提出自己的重组计划。根据债务的类型，重组计划可以将债权人分成不同组别。如果经协商谈判，债权人通过重组计划，则法庭批准后协议便可以生效。如果债权人不同意重组计划，在满足破产法一定要求后，法院依然有权批准。债务人和债权人也有权动议法庭，将第十一章重组转为第七章的清算程序。
自然人通常会通过第七章（清盘）或第十三章（重组）提交破产呈请。第十一章允许自然人据其申请破产，但此类案件很少。
第十二章与第十三章类似，但仅适用于符合条件的农户和渔户。与第十三章相比，第十二章的条款对债务人更为有利。 第十二章原定于2004年中到期，但在2004年，国会决定使其永久化。

## 破产法院
1982年，美国最高法院在北方管道公司诉马拉松管道公司案 （Northern Pipeline Co. v. Marathon Pipe Line Co.) 中裁定， 美国破产法关于破产法官的部分条款违宪，因为破产法官是通过宪法第一条所设立，而非终身任职的、根据美国宪法第三条所设立的法官（Article III Judge）。 美国国会在1984年修法以补救法律的违宪缺陷。 根据修订后的法律，每个司法区的破产法官都是当地美国联邦地区法院（District Court）的所属部门（unit）。 该司法区的聯邦上訴法院任命所有破产法官，任期14年。
修法后，美国联邦地区法院对破产事务具有事项管辖权（subject matter jurisdiction）。 但是所有地区法院都可以通过命令，将破产案件移交破产法院。大多数地方法院都具有常设的移交命令，以使所有破产案件都由破产法院处理。 在特殊情况下，地方法院可能会“撤回移交”（ 即从破产法院撤回特定案件或事项）并自行断案。 

## 破产过程以及后果

### 破产申请
如本文上部所述，债务人可以据《破产法》各章节的规定申请（petition）破产。破产申请包括自愿破产及非自愿破产。

### 追债行为自动终止令 （Automatic Stay）
根据破产法 362 条，在提出破产申请后，所有追债行为必须自动终止。 一般情况下，自动中止令（Automatic Stay）禁止对债务人提交破产申请前债务的任何追债行为，包括司法或行政诉讼、执行判决或上诉。自动中止令也禁止对破产人产业本身的追债、收款行动。
法院可以许可有担保债权人（secured creditor）收取其抵押品（collateral）。有担保债权人必须首先提出动议，呈请法院部分免除自动中止令。 法院必须批准该动议，或向有担保债权人提供“充分保护”（adequate protection），以确保其抵押物的价值在自动中止令生效期间（既破产过程期间）不会减少。
破产程序中，自动中止令的目的是避免债权人争相追债或起诉，以尽早取回债务。 如果债务人的业务面临暂时的紧缩，但是从长远来看仍可以盈利，此种债务的“挤兑”则可能摧毁债务人的业务。 此类挤兑也可能导致司法资源的浪费，或类似债权人之间因为追债先后而产生差别待遇。

### 破产管理人
第七章破产程序开始后，破产法院将任命一名破产管理人（trustee）。 根据破产法 323 条，破产管理人代表破产人产业（estate）。
第十一章破产程序中，则一般由债务人（或破产前的公司管理人员）代替破产管理人运营破产人产业，称为“持有产业的债务人”（Debtor in Possession）。 但是，如果债务人有正当理由，例如欺诈活动或严重的商业错误，则破产法院可应利害关系方或联邦受托人的请求下令任命破产管理人（ 1104条）。

### 破产人产业
一般破产案件（第九章案件除外）启动时，债务人（也包括组织）的财产便成为“破产人产业”（the bankrupt estate）。 通常来说，债权人仅能以破产人产业来抵债。破产人产业一般包括案件开始时债务人的所有财产，但有某些例外和豁免。某些州采用共同财产权（community property）概念，而在这些州，即使破产人的配偶未申请破产，其共同财产权也可能会成为破产人产业的一部分。 破产人产业还可能包括其他财产，包括但不限于在案件开始后180天内通过遗嘱或继承获得的财产。 
在联邦所得税的税法规定中，在第7章或第11章破产案里，破产的个人（既债务人）以及破产人产业（既 estate）是不同的税务实体。 公司、合伙企业或其他集体实体的破产人产业，或第12章或第13章中的个人破产人的产业，则不是与债务人分离的税务实体。 

### 撤销行为 （Avoidance）
破产程序开始后，债务人或破产管理人有权拒绝或撤销在申请破产之前的一定时间内，对债务人财产采取的行动。 尽管撤销行为的细节有所差别，但撤销操作分为三大类：
- 偏好（Preference）： 美國法典第11编 § 第547節
- 联邦欺诈性转移财产（Fradulent Transfer）： 美國法典第11编 § 第548節
- 非破产法债权人 （Non-Bankruptcy Law Creditor）: 美國法典第11编 § 第544節

撤销权力的目的，是避免债权人在债务人申请破产前，加速向财务状况不稳定的债务人追债。 破产制度应鼓励债权人继续提供融资，并劝阻债权人加快追债，以避免需要资金的破产公司收到更大的财务风险。 撤销权则鼓励债权人实现破产法的这个目标。

### 债权人
有担保债权人，如果其担保权益在破产案开始生效后仍然有效，可动议法院给予许可，取得其担保权益所在的标的财产。 因为有担保债权人可以直接取得担保权所在的财产，只要财产的价值大于债务价值，则有担保债权人可以通过拍卖财产，取得现金还清所有债务，并将剩余价值返还予债务人。此类债权人的担保权益（security interest）来自于担保交易（secured transactions），对债务人财产取得了留置权（liens）。但需注意，美国法律中 liens 的概念与中国法律中的担保、留置权、质权等概念不完全一致。
无担保债权人通常分为两类：无担保优先债权人（unsecured preferred creditor）和无担保一般债权人(unsecured general creditor)。 此类优先级来自于借债合同中的规定。破产人产业有时不足以全额支付所有无担保优先债权人。在这种情况下，无担保一般债权人将一无所获。

## 美国破产法的其他特点

### 自愿与非自愿破产
破产案件可以从根本上区分为两类：自愿破产及非自愿破产。 美国破产法下，绝大多数案件为自愿破产，既债务人向破产法院提出破产申请。 非自愿破产则是债权人在满足破产法条件后，提交破产申请，使债务人破产。 非自愿破产的申请在美国较为少见，只是偶尔在商业环境中用于迫使公司破产，以便债权人行使其权利。

### 联邦受托人（U.S. Trustee）
美国司法部长在为21个地理区域中均任命一位独立联邦受托人（U.S Trustee），任期五年。 与法院任命的破产管理人（Bankruptcy Trustee）不同，联邦受托人均是联邦政府司法部官员。司法部长可以任意撤职所有的联邦受托人，亦可监督其工作。联邦受托人在不同破产案件中有种种职责，包括监察大多数破产案件。 根据美国法典第11篇第307条的规定，除了在11章破产案件提出了重组计划以外，联邦受托人“可以在任何情况下或在任何案件或程序提出问题及参与聆讯”。 

## 延伸阅读
- Balleisen, Edward. . University of North Carolina Press. 2001. ISBN 978-0-8078-2600-3.
- Roe, Mark; Tung, Frederick. . Foundation Press. 2016.
- Danilov, Konstantin A. . May 9, 2014. doi:10.2139/ssrn.2467580. hdl:1721.1/90237.
- Feeney, Joan N. . Hoboken, NJ: Wiley. 2010. ISBN 978-0-470-49886-6.
- Loonin, Deanne. . Boston: National Consumer Law Center. 2006. ISBN 978-1-60248-001-8.